# Тахипсихия
Тахипсихия (от греч. ταχύς — «быстрый» и ψυχή — «душа», «сознание») — психопатологическое состояние, характеризующееся патологическим ускорением психической деятельности. В клинической практике этот термин часто используется для обозначения ускоренного протекания мыслительных процессов, наблюдающегося преимущественно у пациентов с различными аффективными расстройствами.

## Клинические проявления
Тахипсихия может проявляться в виде:
- Тахифрении — ускорения хода мыслей, при котором мысли быстро сменяют друг друга, могут терять логическую связность;
- Тахифразии — ускоренной, зачастую бессвязной речи[1];
- Тахилалии — частой и стремительной речи, часто сопровождающейся многословием и трудностями в артикуляции[1].

Одним из ключевых признаков тахипсихии является повышенная отвлекаемость. На ранних стадиях преобладает внутренняя отвлекаемость, когда человек не может сосредоточиться из-за наплыва спонтанных мыслей и образов. По мере прогрессирования расстройства может развиваться внешняя отвлекаемость, при которой внимание пациента легко переключается на незначительные раздражители из окружающей среды.

## Этиология и патогенез
Считается, что тахипсихия обусловлена нейробиохимическими изменениями, включая повышенный уровень дофамина и норадреналина. Эти нейромедиаторы играют ключевую роль в регуляции внимания, настроения и двигательной активности. Наиболее часто тахипсихия наблюдается в рамках следующих психопатологических состояний:
- Маниакальный синдром;
- Гипоманиакальный синдром;
- Маниоформные состояния.

В ряде случаев тахипсихия может иметь конституциональный (врождённый) характер и наблюдаться у психически здоровых людей в условиях острого стресса, при воздействии психостимуляторов или в экстремальных ситуациях, таких как боевые действия или несчастные случаи.

## Дифференциальная диагностика
Тахипсихию важно отличать от других состояний, сопровождающихся ускорением психических процессов, таких как:
- Гипертимия — повышенное настроение без патологического ускорения мыслей;
- Психомоторное возбуждение — физическая и речевая активность при отсутствии ускоренного мышления;
- Идеофория — легкий подъем настроения и активности, не достигающий уровня мании.

Состоянием, противоположным тахипсихии, является брадипсихия — замедление психических процессов, характерное, например, для депрессивных состояний, шизофрении и органических поражений головного мозга.